# Miguel Ángel Paniagua
Miguel Ángel Paniagua (Madrid, 1956) es un periodista radiofónico español especializado en deportes, más concretamente en baloncesto. 
En agosto de 2010, pasó a formar parte de la Cadena COPE, tras dieciocho años en la Cadena SER. Participa en los programas de deportes de la emisora, tanto en el nocturno El Partidazo de COPE como en las retransmisiones de fin de semana en Tiempo de Juego.

## Carrera periodística
Es uno de los periodistas españoles con más reputación cuando se habla del baloncesto de Estados Unidos.[cita requerida]
Entre 1986 y 1991, Paniagua trabajó para la Cadena COPE, fichando en 1992 por la Cadena SER, donde durante dieciocho años, hasta 2010, colaboró en El Larguero de José Ramón de la Morena y en Carrusel Deportivo. El 12 de agosto de 2010, la Cadena COPE anunció su fichaje, junto al de otros comentaristas de Carrusel, para ocuparse de la información del baloncesto en los espacios deportivos de la emisora episcopal.
Participa en las tertulias nocturnas de El Partidazo de COPE, así como en la conocida primera hora de Tiempo de Juego, con Pepe Domingo Castaño y Paco González. Desde el 6 de diciembre de 2010, colabora también en el espacio Showtime Cope de Albert Díez, programa especializado en basket que se emite cada lunes en el site oficial de COPE. 
En prensa, ha escrito en medios como la revista Gigantes o el diario El País.